# Ștefan Foriș
Ștefan Foriș (właśc. István Fóris; ur. 9 maja 1892 r., zm. latem 1946 r.) – rumuński komunista pochodzenia węgierskiego, sekretarz generalny Rumuńskiej Partii Komunistycznej (PCR) w latach 1940–1944. 
Pochodził z węgierskiej rodziny z Siedmiogrodu. Aktywnie uczestniczył w tworzeniu Węgierskiej Republiki Rad. Po upadku rewolucji powrócił do Siedmiogrodu, gdzie włączył się w próby tworzenia ugrupowań lewicowych. Był jednym z pierwszych działaczy powstałej w 1921 rumuńskiej partii komunistycznej. Wielokrotnie więziony. W 1940 r. został sekretarzem generalnym partii. W okresie jego kierownictwa partię spotkały szczególnie surowe represje ze strony rządu rumuńskiego – Foriș był jednym z nielicznych działaczy, którzy nie uciekli do ZSRR i uniknęli uwięzienia, ale działalność jego była wówczas mocno ograniczona. Wiosną 1944 r. został usunięty z zajmowanego stanowiska przez przedstawicieli dwóch rosnących w siłę frakcji partyjnych: moskiewskiej (skupiającej działaczy, którzy zbiegli do ZSRR) oraz "więziennej" (tych, którzy spędzili wojnę w rumuńskich więzieniach), wkrótce potem sekretarzem generalnym został przywódca tej ostatniej Gheorghe Gheorghiu-Dej. Foriș został oskarżony m.in. o kolaborację z rządem w latach międzywojennych. W 1945 r. uwięziony, rok później został z rozkazu kierownictwa partii zamordowany (zabójstwo to rozpoczęło kilkuletnią rozprawę Gheorghiu-Deja z wewnątrzpartyjną konkurencją). W 1968 r. Foriş został zrehabilitowany przez Komitet Centralny PCR pod kierownictwem Nicolae Ceaușescu.

## Literatura
- M. Tanty, Bałkany w XX wieku. Dzieje polityczne, Warszawa 2003.
- J. Demel, Historia Rumunii, Wrocław 1970.